# Chemtal
Chemtal é uma cidade do Afeganistão, localizada na província de Balkh.